# ثانوية فردان الفرنسية اللبنانية
ثانوية فردان الفرنسیة اللبنانیة هي مدرسة فرنسية تقع في مدينة بيروت، لبنان.

## الروابط الخارجية
- Lycée Verdun website (French)